# Espineta de les falgueres
L'espineta de les falgueres (Oreoscopus gutturalis) és una espècie d'ocell de la família dels acantízids (Acanthizidae) i única espècie del gènere Oreoscopus North, 1905.

## Hàbitat i distribució
Habita el sotabosc de la selva humida del nord-est de Queensland, en Austràlia.